# Peter Hauptmann (Physiker)
Peter Hauptmann (* 24. Juli 1944 in Sandau, Landkreis Stendal, Provinz Magdeburg) ist ein deutscher Physiker und Hochschullehrer.

## Leben
Von 1963 bis 1968 studierte Hauptmann Physik an der Technischen Universität Dresden bei Heinz Pose.
Von 1968 bis 1973 arbeitete er als wissenschaftlicher Assistent an der Technischen Hochschule Leuna-Merseburg, Sektion Physik.
1973 promovierte er dort mit einer Arbeit zum Thema Zur Ausbreitung von Ultraschall in einigen Polymerdispersionen im Zusammenhang mit deren Struktur.
Danach war er von 1973 bis 1980 an dieser Universität Dozent.
Von 1978 bis 1979 verbrachte er ein postdoktorales Studienjahr an der Staatlichen Universität Leningrad.
Zurück an der Universität Leuna-Merseburg habilitierte er sich 1979 mit einer Arbeit Beiträge zum Zusammenhang zwischen der Ultraschallabsorption und der Struktur flüssiger Polymersysteme und wurde dort Professor.
Von 1982 bis 1985 war er Forschungsdirektor der physikalischen Fakultät der Universität Leuna-Merseburg.
1985 wechselte Hauptmann an die Technische Universität Magdeburg und war dort bis 1993 ordentlicher Professor für Prozessmesstechnik an der Fakultät Technische Kybernetik.
Von 1990 bis 1992 war er Dekan der Fakultät Elektrotechnik dieser Universität.
Er war Mitbegründer des Unternehmens Sensotech (1990) und des privaten Instituts für Automation und Kommunikation in Barleben (1991).
Von 1993 bis 2009 war Hauptmann Professor für Messtechnik und Mikrosystemtechnik an der neu gegründeten Otto-von-Guericke-Universität Magdeburg, Fakultät Elektrotechnik.
Vorübergehend bekleidete er 1998 und 1999 eine Professur für Industrielle Sensor Systeme an der Technischen Universität Wien, Fakultät für Elektrotechnik und Informationstechnik.
Von 2000 bis 2002 war er Mitglied des Senats der Magdeburger Universität und Leiter des Instituts für Mikro- und Sensor-Systeme.
2004 war er Leiter des Lehrstuhls Messtechnik/Sensorik am Institut für Mikro- und Sensorsysteme der Otto-von-Guericke-Universität Magdeburg.

## Forschungsgebiete
Hauptmann forschte auf dem Gebiet der Messtechnik, Sensorik und der Sensorsysteme.
Dabei war er stets um die Anwendung der akademischen Grundlagenforschung in Industrieprojekten bemüht.
Er leitete mehr als 50 Projekte, darunter:
- 1992–1996: Verfahren und Einrichtung zur Bestimmung der Ausbreitungsgeschwindigkeit von Ultraschall
- 1997–1998: Meßtechnik zur Erfassung von Radlagerschäden mit resonanten mikromechanischen Vibrationssensoren
- 1998–1999: Resonantes Sensorarray für die on-line-Zustandsanalyse von Flüssigkeiten
- 1998–2000: Charakterisierung von Labormustern für eine Zustandsanalyse eines Kraftfahrzeuges
- 1998–2002: Verfahren und Vorrichtung zur Bestimmung des komplexen Elastizitäts- oder Schermoduls einer dünnen Schicht mittels Oszillatoren
- 2002–2004: Quarz-Resonator-Biosensor für die Anwendung in der Medizin
- 2004–2006: Entwicklung von definiert aufgebauten Funktionsschichten zur Aufklärung der Signalentstehung von Schwingquarzsensoren bei Messung von Nanopartikeln
- 2006–2007: Signalanalyse für die schallgestützte Niederschlags- und Winderfassung
- 2006–2011: Verfahren und Vorrichtung zur Bestimmung von unterschiedlichen Stoffkonzentrationen einer komplexen Flüssigkeit
- 2009–2013: Sensoren auf der Basis phononischer Kristalle
- 2011–2016: Verfahren zur Kavitationsdetektion[1][2]

## Ämter und Mitgliedschaften
Hauptmann ist Herausgeber des Journals Measurement Science and Technology.
Er ist Fachgutachter der Arbeitsgemeinschaft industrieller Forschungsvereinigungen „Otto von Guericke“ und Mitglied des Forschungsbeirates Mess- und Sensortechnik der DECHEMA.
Er gehörte zu den Gründungsmitgliedern der ostdeutschen Sektion der AMA Fachverband für Sensorik und Messtechnik 1990.
Außerdem engagiert er sich im Professorenkollegium Emeritio, das sich der allgemeinverständlichen Wissensweitergabe an breite Bevölkerungsschichten widmet.

## Schriften (Auswahl)
- Gerald Gerlach (Herausgeber), Peter Hauptmann (Herausgeber): 9. Dresdner Sensor-Symposium: Dresden, 07.–09. Dezember 2009, TUDpress Verlag der Wissenschaften Dresden, 2009, ISBN 978-3-941298-44-6
- Gerald Gerlach (Herausgeber), Peter Hauptmann (Herausgeber): 8. Dresdner Sensor-Symposium: Dresden, 10.–12. Dezember 2007, TUDpress Verlag der Wissenschaften Dresden, 2007, ISBN 978-3-940046-45-1
- Sensoren: Prinzipien und Anwendungen, Hanser Fachbuch, 1991, ISBN 978-3-446-16073-6
  - englische Übersetzung: Sensors: Principles and Applications, Übersetzer: Tim Pownall, Prentice-Hall, 1993, ISBN 978-0-13-805789-3